# Championnat de Tchéquie de baseball
Le championnat de Tchéquie de baseball se tient depuis 1979. Il réunit l'élite des clubs tchèques sous l'égide de la CBA. Le tenant du titre est le club de Technika Brno.
Le champion est qualifié en Coupe d'Europe de baseball et le vice-champion prend part à l'European Cup Qualifier, phase qualificative pour la Coupe d'Europe.

## Histoire
La compétition est fondée en 1979 sous bannière de la Tchécoslovaquie. La séparation entre Tchéquie et Slovaquie en 1993 n'a que peu de conséquences en matière de baseball. Un seul joueur international est d'origine slovaque. Comme dans tous les autres domaines sportifs, la République tchèque reprend les structures du sport tchécoslovaque. La fédération tchèque revendique la palmarès de la période 1979-1992.
Brno s'affirme comme la capitale nationale du baseball avec quatre clubs sur huit parmi l'élite et la locomotive du Draci Brno, champion quinze fois d'affilée, série en cours.

## Clubs de l'édition 2024
- Sokol Hluboká
- Třebíč Nuclears
- Arrows Ostrava
- Hroši Brno
- Tempo Prague
- Kotlarka Prague
- Draci Brno
- Eagles Prague

## Palmarès
- 1979 : Tempo Prague
- 1980 : Tempo Prague
- 1981 : Sokol Krc
- 1982 : Sokol Krc
- 1983 : Kovo Prague
- 1984 : Kovo Prague
- 1985 : Kovo Prague
- 1986 : Kovo Prague
- 1987 : Kovo Prague
- 1988 : Sokol Krc
- 1989 : Kovo Prague
- 1990 : Technika Brno
- 1991 : Technika Brno
- 1992 : Kovo Prague
- 1993 : Technika Brno
- 1994 : Technika Brno
- 1995 : Draci Brno
- 1996 : Draci Brno
- 1997 : Draci Brno
- 1998 : Draci Brno
- 1999 : Draci Brno
- 2000 : Draci Brno
- 2001 : Draci Brno
- 2002 : Draci Brno
- 2003 : Draci Brno
- 2004 : Draci Brno
- 2005 : Draci Brno
- 2006 : Draci Brno
- 2007 : Draci Brno
- 2008 : Draci Brno
- 2009 : Draci Brno
- 2010 : Draci Brno
- 2011 : Technika Brno
- 2012 : Draci Brno
- 2013 : Draci Brno
- 2014 : Draci Brno
- 2015 : Kotlářka Praha
- 2016 : Draci Brno
- 2017 : Draci Brno
- 2018 : Arrows Ostrava
- 2019 : Arrows Ostrava
- 2020 : Draci Brno
- 2021 : Arrows Ostrava
- 2022 : Draci Brno
- 2023 : Draci Brno
- 2024 : Draci Brno